# Janusz Wojtasik
Janusz Wojtasik (ur. 5 listopada 1933 w Żelechowie, zm. 23 stycznia 2025) – polski historyk, profesor nauk humanistycznych, nauczyciel akademicki.

## Życiorys
W 1956 ukończył studia na Wydziale Historycznym Uniwersytetu Warszawskiego. W 1966 uzyskał stopień doktora nauk humanistycznych w zakresie historii w tej samej jednostce. Stopień doktora habilitowanego otrzymał w 1985 w Instytucie Historii im. Tadeusza Manteuffla PAN. Od 1991 profesor zwyczajny nauk humanistycznych. Był zatrudniony na stanowisku profesora w Akademii Obrony Narodowej w Warszawie, Akademii Podlaskiej w Siedlcach oraz Mazowieckiej Wyższej Szkole Humanistyczno-Pedagogicznej w Łowiczu, gdzie pełnił funkcję prorektora. Wykladał też w Wyższej Szkole Finansów i Zarządzania w Warszawie. Specjalizował się w zakresie historii wojskowości.

## Wybrane monografie
- Rzeczpospolita Obojga Narodów i jej tradycje. Studia i szkice, Siedlce 2004; Tradycje unijne I Rzeczypospolitej w polskiej myśli politycznej do 1918 r., Siedlce 2004.
- Powstanie styczniowe 1863–1864 – węzłowe problemy, 2004; Terytorium Polski pod względem wojskowym. Cz. I. Polski teatr wojny do 1945, Warszawa 2004.
- Źródła do dziejów powstań polskich XVIII–XIX w archiwach wiedeńskich, irkuckich i lwowskich, Toruń 2004.
- Powstanie styczniowe (1863–1864) jako improwizowana wojna partyzancka, Warszawa 2003.
- Dyskusje na emigracji wokół przyczyn upadku powstania 1863–1864, kwestii odbudowy Polski i nieuchronności powstań, Katowice 2001.